# جالانز
شركة جواندونج جالانز إنتربرايزيز المحدودة (بالصينية: 格兰仕؛ البينيين: Gélánshì) هي شركة مصنعة للأجهزة المنزلية الإلكترونية، يقع مقرها الرئيسي في فوشان، مقاطعة قوانغدونغ، وتأسست في 28 سبتمبر 1978. اعتبارًا من يناير 2019، تصنع شركة جالانز حوالي نصف أجهزة الميكروويف في العالم.
على مر السنين، قامت شركة جالانز بتوسيع خط إنتاجها ليشمل مكيفات الهواء، والغسالات، وأفران الخبز المحمص، والثلاجات، والأجهزة المنزلية الأخرى. وتمتلك الشركة حاليًا قواعد إنتاج في مدينة تشونغشان ومنطقة شونده في مدينة فوشان وتوظف أكثر من 50 ألف شخص يغطون 13 شركة تابعة في المقر الرئيسي و52 مكتب مبيعات في جميع أنحاء الصين وفروع في هونج كونج واليابان وكوريا وأوروبا وأمريكا الشمالية.

## روابط خارجية
- جالانز (الإنجليزية)
- جالانز (صيني)